# Колотилова, Галина Николаевна
Галина Николаевна Колотилова (Салтовцева) (род. 23 июня 1954 года, Ростов-на-Дону, СССР) — советская и российская гандболистка, вратарь, игрок национальной сборной СССР с 1976 по 1982 годы. Серебряный призёр чемпионата мира 1978 года. На клубном уровне на протяжении всей игровой карьеры (30 лет) выступала за клуб «Ростельмаш». Чемпионка России, многократный призёр чемпионатов СССР, обладатель кубка СССР. Заслуженный мастер спорта СССР и Российской Федерации, Заслуженный тренер России. Почётный гражданин Ростова-на-Дону

## Биография
Родилась 23 июня 1954 года в Ростове-на-Дону, в семье рабочих завода «Ростсельмаш». В школе занималась настольным теннисом, плаванием, баскетболом, волейболом, в старших классах сделала выбор в пользу гандбола. Позже была приглашена в клуб «Ростсельмаш». В 1977 году окончила Государственный Центрального ордена Ленина институт физической культуры. Всю игровую карьеру провела в одном клубе, несколько раз выигрывала серебряные медали чемпионата СССР, в 1993 году выиграла золотые награды чемпионата России. В 1976 году впервые была приглашена в сборную СССР, в 1978 году выиграла серебряные награды чемпионата мира в Чехословакии. Закончила карьеру игрока в 2001 году. С 2001 года работает тренером вратарей в клубе «Ростов-Дон».
Имеет сына и дочь.

## Игровая карьера
- 1971—2001 — ,  «Ростсельмаш» (Ростов-на-Дону)

## Достижения
- Серебряный призёр чемпионат мира 1978 года
- Двукратная чемпионка Советского Союза среди девушек (1971 и 1972).
- Бронзовый призёр чемпионатов СССР (1976, 1986).
- Серебряный призёр чемпионатов СССР (1978—1981, 1987, 1988)
- Обладатель Кубка СССР (1981, 1982).
- Серебряный призёр Спартакиады народов СССР (1975, 1979) в составе сборной РСФСР (капитан команды).
- Чемпионка России (1993)
- Серебряный призёр чемпионата России (1992, 1994)
- Бронзовый призёр чемпионата России (1996, 1997, 2000).

## Награды и звания
- Орден Дружбы народов
- Заслуженный мастер спорта СССР
- Заслуженный мастер спорта России
- Заслуженный тренер России
- Почётный гражданин Ростова-на-Дону